# Ghughuli
Ghughuli é uma cidade e uma nagar panchayat no distrito de Maharajganj, no estado indiano de Uttar Pradesh.

## Demografia
Segundo o censo de 2001, Ghughuli tinha uma população de 10,312 habitantes. Os indivíduos do sexo masculino constituem 51% da população e os do sexo feminino 49%. Ghughuli tem uma taxa de literacia de 54%, inferior à média nacional de 59.5%: a literacia no sexo masculino é de 66% e no sexo feminino é de 41%. Em Ghughuli, 18% da população está abaixo dos 6 anos de idade.